# أليبونار
أليبونار (بالإنجليزية: Alibunar) هي مدينة في جوزنو-بانات في مقاطعة فويفودينا من مدن صربيا. يبلغ عدد سكانها 2883 نسمة وذلك حسب إحصائيات سنة 2011. يبلغ ارتفاع المدينة عن سطح البحر قرابة 71 متر.